# Чаян Фамали
Чаян Фамали — российский дуэт из Набережных Челнов. В творчестве группы сочетается рэп, дабстеп и дансхолл — музыка, уходящая корнями в регги. В состав группы входят два человека, Артур (A.G.) и Андрей (Ворон aka Mr. Снежный лев).
Общероссийский спутниковый телеканал A-One, освещающий рэп и хип-хоп индустрию, выбрал двадцатку самых лучших, интересных и запоминающих треков 2013 года на русском языке. Также было выбрано 5 главных песен лета, 2013, 5 главных треков прошлой недели этого же года и 5 главных треков другой недели. В 2012 году телеканал открыл номинацию «Прорыв года», где группа заняла 6 место, попав в топ-10, а также в 2013 году Чаян Фамали вместе рэпером Жара участвовали в программе A-One Music Live с живым исполнением.

## История
Проект Чаян Фамали, представляющий собой объединение двух групп: «Big Race» и «P.S.», которые впервые собрались в студии в 2004 году. Результатом стала запись их первого совместного диска под названием «16 Голосов — Атака Скорпионов» (по две-три песни от каждой подгруппы и 3 совместных песни). В 2008-м и 2011-м группа выпускает альбомы «I.D.E.A. F.I.X» и «Музыка теперь легальна».
В 2012 году Чаян Фамали становится артистом лейбла Respect Production.
В 2013 году был выпущен мини-альбом «Фитиль», собранный по принципу сотрудничества с известными российскими рэперами, такими как: Влади, Змей (Каста), Карандаш, Смоки Мо, L’One, Fuze (Krec), Жара (Песочные люди). Одновременно с релизом вышел и ещё один клип, на песню «Мне бы стать выше», участие принял Змей из Касты. Также Чаян Фамали сотрудничали с группой Пицца. Под конец 2013 года группа выпустила альбом «Пламя», состоящий из 18 треков. В течение 2014 года к этому альбому были сняты три клипа: «Вера внутри меня», «Её тело» и «Нам пора прощаться». В 2015 вышел новый мини-альбом «Бадмантон», был анонсирован четвёртый студийный альбом на осень 2015 года. Осенью 2016 года вышель альбом «Миллионер».
Чаян Фамали выступали на самых разных концертных площадках, вплоть до самых крупных: Stadium Live, Arena Moscow, Лужники.
На момент 2023 года, продолжают заниматься музыкой.

## Участники
- Артур aka A.G.
- Андрей aka Ворон aka Mr. Снежный лев
- Сергей aka DZEN (бывший участник)

## Дискография

### Студийные альбомы
- 2008 — I.D.E.A.F.I.X.[14]
- 2011 — «Музыка Теперь Легальна»[15]
- 2013 — «Пламя»[16]
- 2016 — «Миллионер»[17]
- 2017 — «Идол»[2][3][18]
- 2018 — #Superstar[4]
- 2018 — «Саунд систем»[13]
- 2020 — «Версия 2.0»[19]

### Мини-альбомы
- 2013 — «Фитиль»[20]
- 2015 — «Бадмантон»[21]

### Синглы и максисинглы
- 2009 — «Город Солнца» (maxi single)
- 2013 — «One Love» (уч. Смоки Мо)
- 2013 — «Потерян и не найден»
- 2013 — «Нас просит небо» (уч. Жара)
- 2013 — «Ты мой кайф»
- 2013 — «Ты мой кайф» (Capella RMX)
- 2013 — «Моими глазами» (уч. «ЗаПолк»)
- 2013 — «Дорога на Зион» (уч. «West Bloc»)
- 2013 — «Крылья»
- 2013 — «Вера внутри меня»
- 2014 — «Вера внутри меня» (Capella RMX)
- 2014 — «Моё гетто» (уч. Dzen)
- 2014 — «Мы останемся» (уч. «За Полк», L'One)
- 2014 — «Приют» (уч. Cvpellv)
- 2015 — «Осколки неба» (уч. Cvpellv)
- 2015 — «Запрети»
- 2015 — «Танец поп»
- 2015 — «Крылья»
- 2015 — «Герой»
- 2015 — «Перегорели»
- 2016 — «Миражи»
- 2016 — «Я влюбился, мама»
- 2016 — «Город тонет»
- 2017 — «Делай данс»
- 2017 — «Братва»
- 2017 — «Кроссы» (уч. Platinum Hitz)
- 2017 — «Polaroid»
- 2018 — «Обалденная» (уч. Жак Энтони)
- 2018 — «Я и ты»
- 2018 — «Драйвер» (уч. Зомб)
- 2018 — «Maybe»
- 2018 — «Gipsy»
- 2019 — «По тонкому льду»
- 2019 — «Моё притяжение»
- 2019 — «Домой»
- 2020 — «Лунапарк»
- 2020 — «Моё притяжение» (Adam Maniac Remix)
- 2020 — «Моя килла»
- 2020 — «Тайфун»
- 2020 — «Пусть они все замолчат»
- 2020 — «Shakidanu» (уч. Кравц)
- 2021 — «Ego»
- 2021 — «Всё как в той песне»
- 2021 — «Бриллиант»
- 2021 — «Бумажные кораблики»
- 2021 — «Деньги на деньги»
- 2021 — «Я увезу к морю» (уч. Один.восемь)
- 2021 — «Grillz»
- 2021 — «НЛО» (уч. Апачи)
- 2021 — «Астронавты»
- 2022 — «Tiffany»
- 2022 — «Я не верю никому»
- 2022 — «Tommy»
- 2022 — «За семью» (уч. Корней Тарасов)

### Участие на релизах других исполнителей
- 2010 — «От души душевно в душу» (альбом Панамы): Песня «Даём жару».
- 2010 — «Твой любимый рэпер» (сборник D.Mast’ы): Песня «Тебе понравится».
- 2011 — «Снег» (альбом группы «ЗаПолка»): Песни «Странный день», «Инстинкт».
- 2012 — «IZReal» (альбом группы «IZReal»): Песня «Вокруг».
- 2012 — «Заряжен» (альбом группы «ТТ»): Песня «Камни и стены».
- 2013 — «ХМ 2012» (альбом Berezin’a): Песня «Пыль».
- 2013 — «9 жизней» (альбом Kot’a): Песня «No Money, No Cry».
- 2013 — «Никки Раккета» (альбом СКВОЗ’ы): Песни «Простуженный Голос», «Фанат».
- 2014 — «Закручивай» (альбом West Bloc’a): Песня «Дорога на Зион».
- 2014 — «Egoism» (альбом Артёма Татищевского): Песня «Не о нас».
- 2014 — «Жара» (альбом Жары): Песня «Нас Просит Небо».
- 2014 — «Центр циклона» (альбом ATL'a): Песня «Пьяный мастер».
- 2014 — «Границы» (альбом Dzen’a): Песни «Мое гетто», «Сгорая до тла», «Легенда».
- 2015 — «Нуар» (альбом СВО): Песня «Игра в себя».
- 2015 — «Медиалайн» (альбом Homie): Песня «Пойло».
- 2016 — «Бодрый» (альбом Зануды): Песня «Хроника».
- 2017 — «EGOlution» (альбом Sabir’a): Песня «Прощай».
- 2017 — «8 Песен о моей бывшей» (альбом Кипа Басы): Песня «Ей лгать».
- 2017 — «BeezyNOVA: Side Effects» (альбом Bumble Beezy): Песня «Всё Что Хочешь Бери».
- 2017 — «Мимо глаз» (альбом Mf Dof’a): Песня «Это любовь».
- 2018 — «Софиты» (альбом Антона DAS’a): Песня «Пиздатый день».
- 2019 — «Ловец снов» (альбом Danniro): Песня «Остыли».
- 2019 — «Песни о смерти» (альбом Print’ы): Песня «Баллада о блуждающих».
- 2020 — «Хип-хоп из будущего» (альбом Indigo, Jahn’a & Slavon’a): Песня «Стиль».

### Гостевое участие
- 2015 — «Игра в себя» (уч. СВО и Олегга)
- 2015 — «Ещё и Ещё» (уч. Yanix)
- 2021 — «Облака» (уч. Mf Dof)
- 2021 — «Планетарий» (уч. AmaLoa и Hunachi)

## Видеография
- 2011 — «Мама (GTA Version)»
- 2012 — «Временами» (уч. Жара)
- 2013 — «Когда я»
- 2013 — «Потерян и не найден»
- 2013 — «Ты мой кайф»
- 2013 — «Ты мой кайф Remix Version» (Capella remix)
- 2013 — «Мне бы стать выше» (уч. Змей)
- 2013 — «One Love» (уч. Смоки Мо)
- 2013 — «Моими глазами» (уч. «ЗаПолк»)
- 2013 — «Вера внутри меня»
- 2014 — «Её тело»
- 2014 — «Нам пора прощаться»
- 2014 — «Пара классных мест (Приглашение на концерт)»
- 2015 — «Нельзя Пропустить (Приглашение на концерт)»
- 2015 — «Запрети» (релиз с нового альбома)
- 2016 — «Миллионер»

## Премии и номинации
| Год  | Номинант                                                           | Награда               | Результат |
| ---- | ------------------------------------------------------------------ | --------------------- | --------- |
| 2012 | Чаян Фамали – «Когда я». Топ-10 прорывов года                      | A-One                 | Победа    |
| 2014 | R&B/Hip-Hop проект, Прорыв года, Дуэт года (совместно со Смоки Мо) | Премия журнала «Oops» | Номинация |